# Hétérostructure quantique
 (signalé en mai 2025).
Si vous disposez d'ouvrages ou d'articles de référence ou si vous connaissez des sites web de qualité traitant du thème abordé ici, merci de compléter l'article en donnant les références utiles à sa vérifiabilité et en les liant à la section « Notes et références ».
- Archive Wikiwix
- Bing
- Cairn
- DuckDuckGo
- E. Universalis
- Gallica
- Google
- G. Books
- G. News
- G. Scholar
- Persée
- Qwant
- (zh) Baidu
- (ru) Yandex
- (wd) trouver des œuvres sur Wikidata

Une hétérostructure quantique est une hétérostructure dans un substrat (généralement un matériau semi-conducteur), dont au moins une des dimensions est inférieure à la longueur d'onde de de Broglie ce qui restreint le mouvement des porteurs de charge (électrons, trous) les bloquant dans un confinement quantique. Ce confinement mène à la formation d'une série de niveaux d'énergie discrets au sein desquels les porteurs de charge peuvent exister.
Les hétérostructures quantiques sont importantes dans la fabrication de diodes électroluminescentes et diodes laser à courte longueur d'onde et d'autres applications en opto-électronique.
On compte parmi les hétérostructures quantiques qui confinent les porteurs de charge respectivement en deux, une ou zéro dimensions :
- les puits quantiques
- les fils quantiques
- les boîtes quantiques